# الفقر في فرنسا

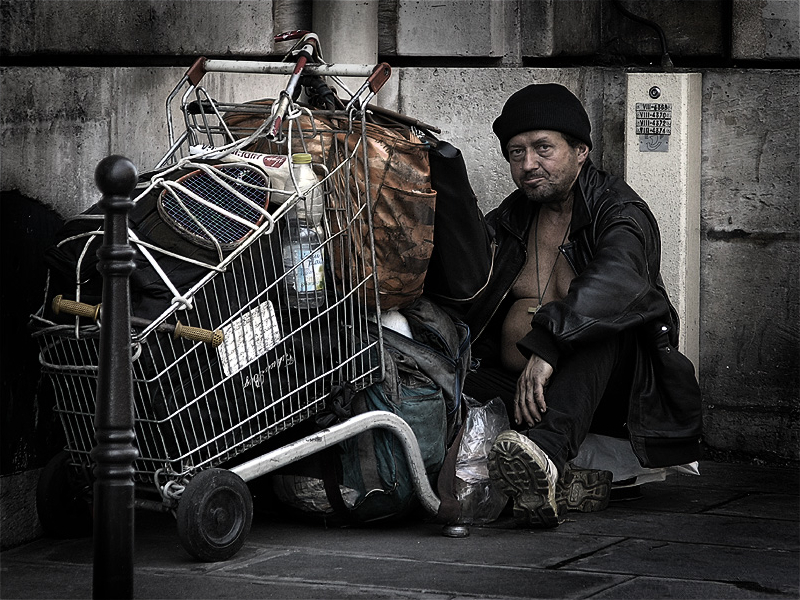
رجل مشرد في باريس.

انخفضت الفقر في فرنسا بنسبة 60% على مدى ثلاثين عامًا. رغم تأثيره على 15% من السكان في عام 1970، إلا أن 6.1% فقط (أو 3.7 مليون نسمة) كانوا في عام 2001 تحت خط الفقر (الذي يشكل، حسب معايير المعهد الوطني للإحصاء والدراسات الاقتصادية، نصف متوسط الدخل).
قدرت دراسة أجرتها منظمة التعاون الاقتصادي والتنمية في أوائل سبعينيات القرن العشرين أن 16% من السكان الفرنسيين يعيشون في فقر، مقارنة بنحو 13% في الولايات المتحدة، و11% في كندا، و7.5 في المملكة المتحدة، و3% في ألمانيا. كانت التقديرات الوطنية الأخرى في ذلك الوقت 13% (الولايات المتحدة)، و5% (النرويج)، و3.5% (السويد).
في عام 1975، قدم بدل نقدي أساسي معفى من الضرائب، ابتداءً من 665 جنيهًا إسترلينيًا للأطفال دون سن العاشرة، قدرًا كبيرًا من الدعم للأسر التي تعيش بدخل منخفض، عنى الجمع بين هذا البدل والضرائب المباشرة دعمًا مباشرًا للأسر الفقيرة أكبر مما كان عليه الحال في أي بلد آخر في المجموعة الاقتصادية الأوروبية. كسبت أسرة مكونة من أبوين، لها أربعة أطفال معالين بنسبة 66% من متوسط الدخل، مبلغًا يعادل 49.4% من دخلها بعد الضرائب والبدلات النقدية، مقارنة بنحو 8.2% في المملكة المتحدة. مع ذلك، في العام نفسه، وجد المعهد الوطني للإحصاء والدراسات الاقتصادية ن الدخل المتاح للفرد على أي مستوى من مستويات الأجور لا يزال أقل بكثير في الأسر الكبيرة من الأسر التي ليس لديها أطفال أو لديها عدد قليل جدًا من الأطفال، في حين أن تكلفة تنشئة أسرة تثقل بشكل خاص كاهل الأسر المعيشية التي يرأسها عامل منخفض الأجر. حسب أحد التقديرات في أوائل السبعينات، فإنه باحتساب 1500 فرنك شهريًا لمن يعملون بدوام كامل، كان 44% من النساء و24.5% من الرجال يعملون بأجر منخفض. كانت النسبة المئوية للعاملين الذين يتقاضون أجورًا منخفضة مرتفعة بصفة خاصة في مجال الخدمات الشخصية، مثل تصفيف الشعر (74%)، والفنادق والمأكولات (60%)، والحياكة (51%).
مقارنة بمتوسط لعمال الفرنسيين، فإن العمال الأجانب يميلون إلى العمل في أصعب الوظائف وأدناها أجرًا. كما يعيشون في ظروف سيئة. وجدت دراسة أجريت في عام 1972 أن العمال الأجانب كانوا يكسبون أقل بنسبة 17% من نظرائهم الفرنسيين، برغم أن هذا المتوسط الوطني حجب مدى التفاوت. من المرجح أن يكون العمال الأجانب من الذكور في في سنوات عملهم الأولى في المناطق الصناعية، التي تكون معدلات أجورهم أعلى عمومًا من معدلات الأجور في أماكن أخرى.
في عام 1974، قدرت لجنة الشؤون الثقافية والأسرية والاجتماعية التابعة للجمعية الوطنية أن 5% من السكان ينبغي اعتبار أنهم «يعيشون في حالة من العوز أو على حدود الفقر». وفق تقديرات دراسات سيرج ميلانو، وليونيل ستوليرو، وريني لينوير، فإن ما بين 10% و14% من السكان كانوا يعيشون في فقر في الفترة بين عامي 1970 و1980. قدر تقرير صادر عن المجموعة الاقتصادية الأوروبية أن 14.8% من الأسر في فرنسا كانت تعيش في فقر في عام 1975، إذ إنها تعتاش تحت عتبة 50% من متوسط الدخل السنوي.
في السابق، كان الفقراء في أغلب الأحوال من المتقاعدين. انعكس هذا الاتجاه في الثمانينات مع زيادة البطالة بين الشباب؛ بينما انخفض الفقر بين المسنين بنسبة 85% (من 27.3% إلى 3.8%)، وارتفع بنسبة 38% بين الذين لا يزالون في قوة العمل خلال نفس السنوات الثلاثين (من 3.9% إلى 5.4%). كان لبرامج الرعاية الاجتماعية المختلفة أثر هام في الأسر المعيشية المنخفضة الدخل، وفي عام 2002، ربما مثل هذه البرامج في بعض الحالات أكثر من 50% من دخل الأسرة.
في عام 2008، أشارت منظمة التعاون الاقتصادي والتنمية أن فرنسا «واحدة من خمسة بلدان فقط من بلدان منظمة التعاون والتنمية في الميدان الاقتصادي انخفض فيها التفاوت في الدخل والفقر على مدى السنوات العشرين الماضية».
نتيجة لأزمة المهاجرين الأوروبية، بدأت مخيمات المهاجرين العاجلة والفقيرة في الظهور على نحو متتابع في جميع أنحاء العاصمة، بدءًا من عام 2015، وعمل المسؤولون الفرنسيون على تنظيفها وتفكيكها بصورة روتينية بدءًا من أكتوبر 2016. أصبحت مثل هذه المخيمات أمرًا شائعًا في شمال فرنسا، على طول ساحل بحر المانش، حيث يأمل المهاجرون في العبور في محاولة للوصول إلى بريطانيا. لعل غابة كاليه هي أفضل مثال معروف على ذلك.

## الحالة في عام 2005
حددت عتبة الفقر بمبلغ 645 يورو للفرد الواحد شهريًا. بالمقارنة، كان العائد الأدنى للإدراج (الذي تستند فكرته إلى الحد الأدنى المضمون للدخل، على الرغم من أنه لا يوزع على الجميع) يبلغ في ذلك الوقت 440.86 يورو شهريًا للفرد الذي يعيش بمفرده. عتبة الفقر في فرنسا أعلى قليلًا من نظيرتها في الولايات المتحدة، ما يشير إلى أن بعض الذين يعيشون فقرًا في فرنسا لن يكونوا كذلك إذا كان لديهم نفس الدخل في الولايات المتحدة. ير أنه من الصعب مقارنتها لأنها لا تحسب بنفس الطريقة، بصرف النظر عن الفروقات في التكلفة أو مستويات المعيشة. في حين أن عتبة الفقر الفرنسية تحسب على أنها نصف الدخل المتوسط، فإن عتبة الفقر في الولايات المتحدة تستند إلى التكاليف الدولارية للخطة الغذائية، أي على عدم المساواة في الدخل.
في 2005:
- هناك مليون طفل (8%) كانوا يعيشون تحت خط الفقر؛
- تضرر 42000 طفل من التسمم بالرصاص، وهو علامة على تداعي المعيشة؛ وقد حظر الطلاء على الرصاص في المباني الجديدة منذ عام 1915، ولجميع المهنيين منذ عام 1948، وللجميع منذ عام 1993. إن خطر التعرض للرصاص اليوم أكبر بأربع مرات بالنسبة للمباني التي شيدت قبل عام 1915 مقارنة بمبانٍ شيدت بين عامي 1915 و 1948.
- 500 ألف وحدة سكنية افتقرت للنظافة.
- عاش 200 ألف تلميذ في في أوضاع مالية صعبة، ما دفع بعض الشابات إلى دفع تكاليف دراستهن عن طريق البغاء. هذه الظاهرة آخذة في الازدياد في البلد (في عام 2006، قدر اتحاد الطلاب «نقابة التضامن العمالية» العدد بنحو 40 ألفًا).[7]

مع ذلك، تتيح الخدمات الاجتماعية لفرنسا أن يكون لديها واحد من أدنى معدلات وفيات الأطفال على الرغم من هذا الفقر.
رغم التطورات الإيجابية، يبدو أن المناطق الريفية تجتذب المزيد والمزيد من السكان المتخلفين عن الركب؛ وقد انتقلت شريحة لا يستهان بها من سكان المدن المعرضة للخطر إلى الريف وانضمت إلى صفوف صغار المزارعين من بين المستفيدين من الرعاية «الريفية». تعزى هذه الظاهرة جزئيًا إلى انخفاض تكلفة المعيشة في الريف مقارنة بما هو الحال في المدن.
هناك مؤشر آخر على الفقر هو العائد الأدنى للإدراج. في عام 1994، في فرنسا متروبوليتان (الأراضي الفرنسية الواقعة في أوروبا)، بلغ عدد المستفيدين من العائد الأدنى للإدراج 783 ألفًا و436 فرد؛ وبعد عشر سنوات (في يونيو 2004)، ارتفع إلى (مليون و14 ألفًا و26 فرد). في المقاطعات الواقعة فيما وراء البحار، بلغ ذلك الرقم 105 ألفًا و33 فرد في نهاية عام 1994 و152 ألفًا و892 فرد في يونيو 2004. بحلول 31 ديسمبر 2005، بلغ هذا الرقم مليونًا و112 ألفًا و400 فرد. بين ديسمبر 2004 وديسمبر 2005، زاد عدد المستفيدين من العائد الأدنى للإدراج بنسبة 4.7% حسب منظمة «إعانة الكاثوليك» غير الحكومية.